# 小池裕之
小池 裕之（こいけ ひろゆき）は、日本の経営者。山口県経営者協会会長、元宇部興産（現・UBE）代表取締役副社長である。埼玉県生まれ。財団法人山口大学教育研究後援財団理事長である。

## 略歴
- 1965年:東京大学法学部卒業
- 1965年:宇部興産（現・UBE）入社
- 1991年:同社東京秘書室長
- 1993年:同社総務部長
- 1997年:同社取締役
- 1999年:同社常務取締役
- 2001年:同社専務取締役
- 2003年:同社代表取締役副社長
- 2005年:同社相談役
- 2006年:山口フィナンシャルグループ社外取締役

宇部興産の同期入社には光井一彦（日本商工会議所監事、宇部商工会議所会頭、元宇部マテリアルズ社長、元宇部興産専務執行役員）など。

## 社会的活動
- 社団法人山口県経営者協会会長[1]
- 社団法人山口県雇用開発協会会長[2]
- 財団法人山口県暴力追放県民会議理事長[3]
- 財団法人山口大学教育研究後援財団理事長[4]